# 空軍兵器システム集団
空軍兵器システム集団（くうぐんへいきシステムしゅうだん、ドイツ語：Waffensystemkommando der Luftwaffe、略称：WaSysKdoLw）は、ドイツ連邦空軍空軍局隷下の集団（基幹単位の師団級コマンド）の一つ。集団司令部はノルトライン＝ヴェストファーレン州ケルン＝ヴァーンに所在し、ドイツ連邦空軍における兵器の保守整備業務を統括する。司令官には空軍少将が充てられる。

## 任務
空軍兵器システム集団は基本的任務は、ドイツ空軍に必要な資器材管理とドイツ連邦軍全軍の航空機材の請求から選択まで担当し、兵器システム集団司令部の指揮の下で5つの部が各級部隊に対して技術的業務遂行する。
部を通じて「空軍資器材能力管理（MFM Lw）」の枠内で運用者製品管理（CPM）を追求し、兵器導入について連邦軍および空軍の具体的能力の間隙を埋めるべく資器材の認証を取り扱う。
第1部「空軍装備」は導入される兵器計画の実現を支援するため部隊を準備する。第2部（地対空ミサイル・システム、空軍全般資材、電子器材および光学器材）および第3部（飛翔兵器システム）は枠内で財務管理と執務の統制を行なう。第3部の任務範囲に航空機登録制度、連邦軍保有の全航空機に対する構造状態検査がある。
野外装備の共同割り当て任務、空軍任務の後方支援と利用については「部任務」とされる。これらは基礎研究、規制や集中修理計画および隷下部隊・機関に対する統制が含まれている。

## 歴史
空軍兵器システム集団は2006年10月1日にケルン＝ヴァーンで編成された。これと同時に空軍資材集団は解隊され空軍局に隷属し最終的は2009年10月1日に編成完結する。この任務のために空軍局と航空戦力センターと共同で空軍開発センター（ZWELw）が業務についている。

## 部隊および機関の編成
- 司令部　在ケルン＝ヴァーン
- 第1空軍整備連隊　在エルディング航空基地
- 第2空軍整備連隊　在デープホルツ航空基地
- 兵器システム支援センター　在ランツベルク・アム・レヒ

国際共同機関
- NATOプログラミング・センター（NPC） - ドイツ分担　在ベルギー王国グロン (ベルギー)（fr:Glons）

NATOプログラミングセンターではNATO空軍指揮システムのソフトウェア管理と変更に責任を負っている。兵器システム集団の責任範囲は6,000の将兵および軍属が、システム集団に業務を提供する。コマンド自体は1,270人の人員を要している。